# Emiel de Kruijff
Emiel de Kruijff (Delft, 14 juni 1995) is een Nederlands korfballer. Hij speelde op het hoogste niveau korfbal, in de Korfbal League namens Fortuna en Koog Zaandijk.

## Begin van carrière
De Kruijff begon met korfbal bij C.K.V. Excelsior uit Delft. De Kruijff speelde in de jeugd met Excelsior (Delft) vaak op het hoogste niveau en maakte al op jonge leeftijd de stap naar de selectie van Excelsior. Niet veel later was hij al vaste waarde in het eerste team van de Delftse ploeg. In 2014 verruilde De Kruijff Excelsior voor Koog Zaandijk, maar gaf bij zijn afscheid aan: 'Ooit kom ik terug bij Excelsior!' 

## Koog Zaandijk
Na zijn overstap in 2014 maakte De Kruijff op 12 december 2015 zijn debuut in de Korfbal League hoofdmacht van Koog Zaandijk, en maakte destijds ook direct zijn eerste goal. Ondanks zijn debuut op het allerhoogste niveau bleef De Kruijff nederig: 'Bij Excelsior is het toch allemaal begonnen. Met Excelsior heb ik NK's gespeeld en ik mocht op zeer jonge leeftijd al spelen in het eerste.' 
In de daaropvolgende jaren ontwikkelde De Kruijff zich tot vaste waarde bij Koog Zaandijk. Hij speelde in de hoofdmacht bij de behaalde Korfbal League play-offs in de seizoenen 2020/2021 en 2021/2022. Aan het einde van het seizoen 2021/2022 maakte De Kruijff bekend dat hij stopt met korfballen bij Koog Zaandijk.

## Fortuna
In 2022 verruilde De Kruijff van club en sloot zich aan bij regerend zaalkampioen Fortuna.
In seizoen 2022-2023 had Fortuna een seizoen met ups en downs. Zo speelde de ploeg gedurende de competitie maar liefst 4 keer gelijk. Uiteindelijk stond de ploeg na de reguliere competitie wel op de tweede plek, waardoor ze zich hadden geplaatst voor de play-offs. In de best-of-3 serie was DVO de tegenstander. Fortuna won de eerste wedstrijd overtuigend met 29-19, maar verloor het de tweede en derde (beslissende) wedstrijd. Hierdoor plaatste Fortuna zich niet voor de zaalfinale, waardoor het was onttroond als zaalkampioen. Tijdens dit seizoen kwam de Kruijff voornamelijk in actie in het tweede team van Fortuna. Met die ploeg won hij echter wel de zaaltitel en veldtitel voor Reserve Teams.
Na 1 seizoen bij Fortuna besloot De Kruijff terug te keren naar Excelsior. Hier speelde hij nog 1 seizoen voordat hij stopte.